# Toumaï Air Tchad
Toumaï Air Tchad is een luchtvaartmaatschappij uit Tsjaad met haar thuisbasis in Ndjamena.

## Geschiedenis
Toumaï Air Tchad is opgericht in 2004 als Toumai Air Service. In 2004 werd het de nationale luchtvaartmaatschappij na een reorganisatie waarbij de overheid van Tsjaad 25% in handen kreeg en de Fotso groep uit Kameroen 20% en Asecna 10%.

## Diensten
Touamaï Air Tchad voert lijnvluchten uit naar: (Juli 2007)
Binnenland:
- Abéché, Ndjamena.

Buitenland:
- Bangui, Brazzaville, Cotonou, Douala, Libreville, Malabo.

## Vloot
De vloot van Toumai Air Tchad bestaat uit: (juli 2007)
- 1 Boeing B737-200
- 2 Boeing B737-200C
- 1 Fokker F28-4000